# خط آب

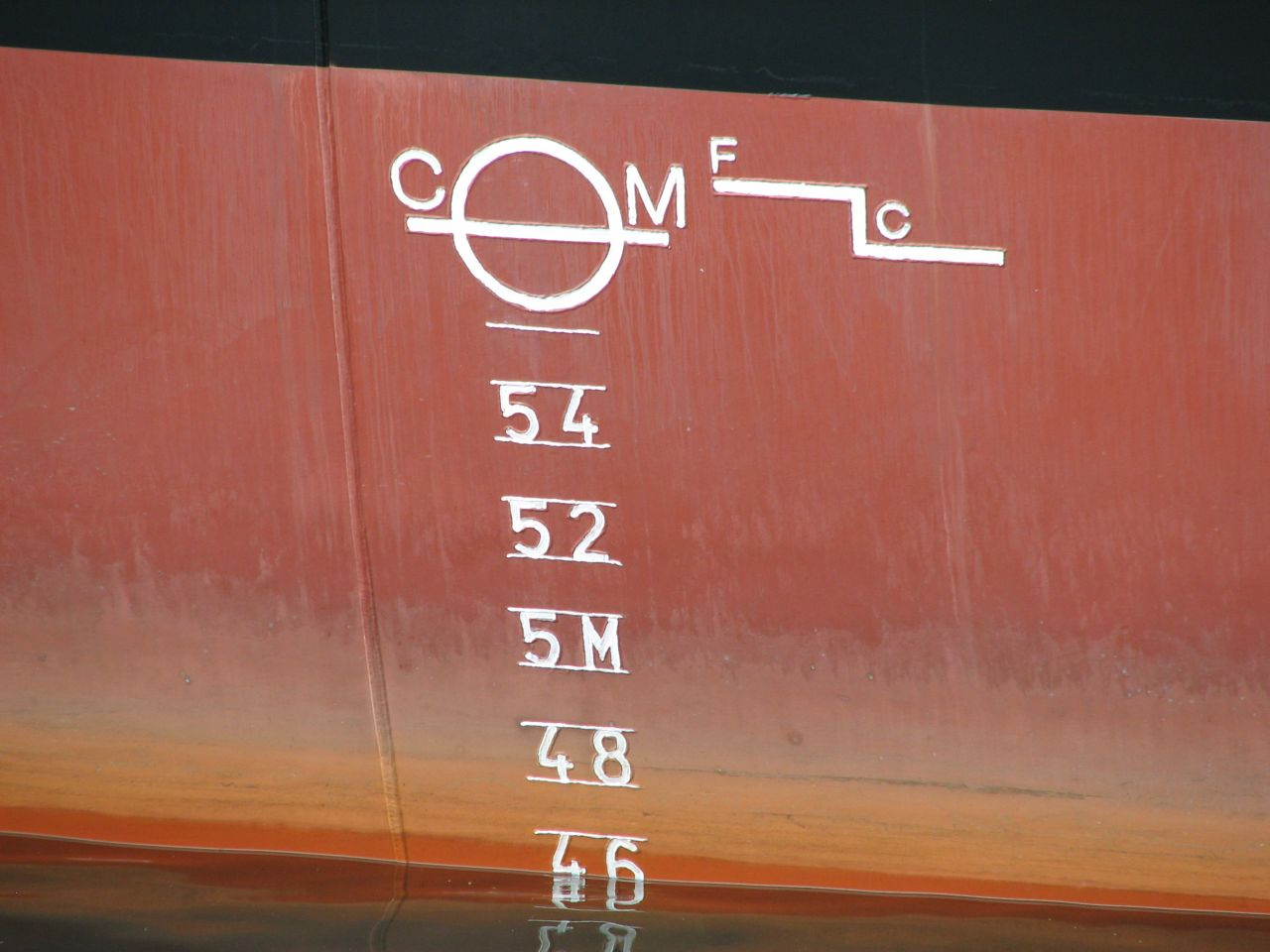
خط بارگیری و خطوط روی بدنهٔ کشتی

خط آب خطی است که در آن تنهٔ کشتی با سطح آب برخورد می کند. خط آب نام یک علامت خاص نیز هست که در میانه‌ی کشتی قرار گرفته است و با نام خط بار بین‌المللی، خط Plimsoll و یا خط آب شناخته می‌شود. خط آب، آبخور شناور و حد قانونی بارگذاری بر کشتی‌ها را در آب‌ها و دماهای مختلف معین می‌کند تا کشتی به صورتی ایمن شناور باقی بماند.  (خصوصا در مقابل خطر امواج) درجه حرارت‌های متفاوت آب بر آبخور کشتی تأثیر می‌گذارند، زیرا آب گرم نسبت به آب سرد  تراکم کمتری دارد و شناوری را کم‌تر می‌کند. همینطور، آب شیرین نسبت به آب شور و یا آب دریا کم‌تراکم‌تر است و اثر شناوری را کاهش می‌دهد. 

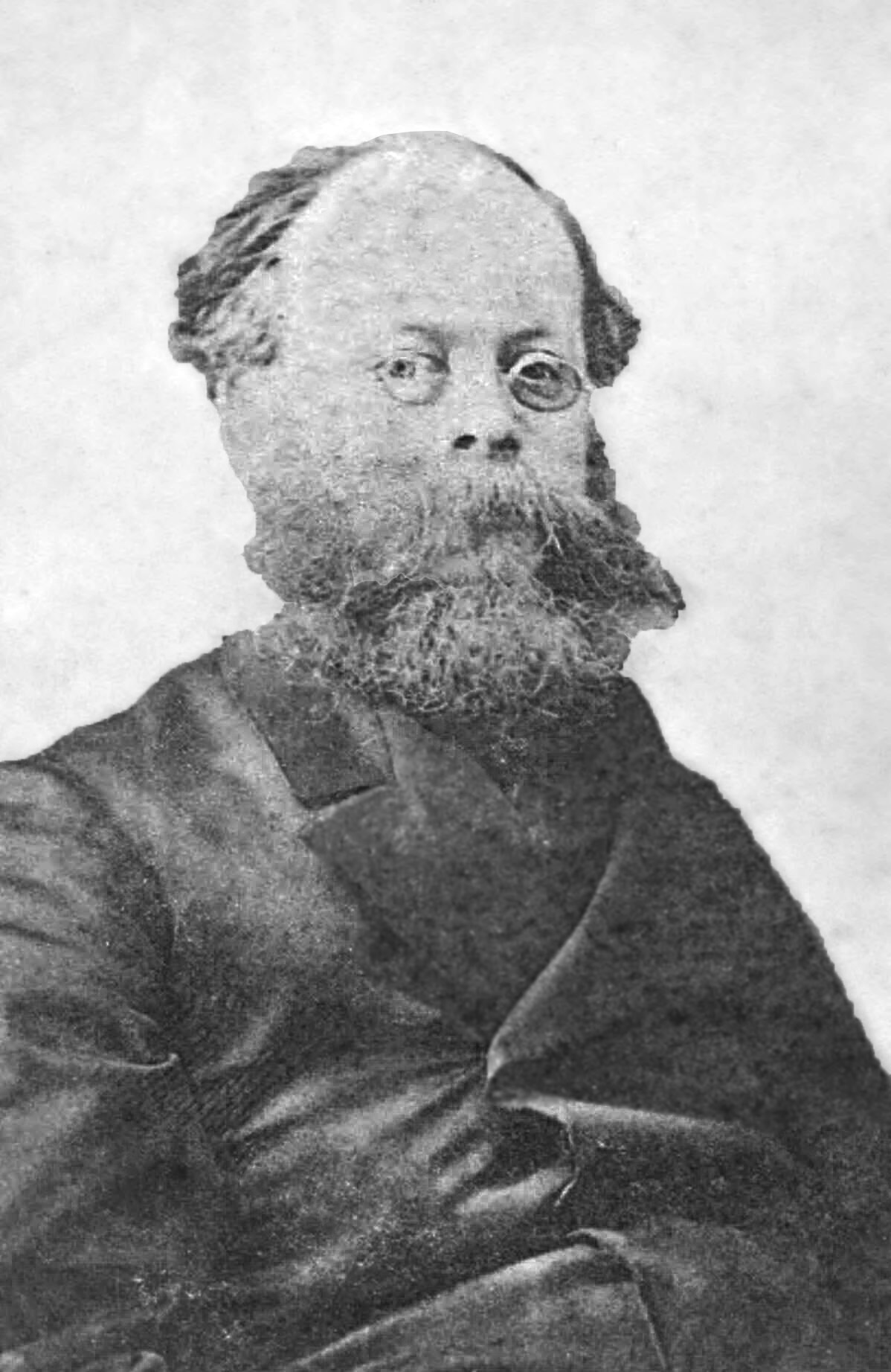
ساموئل پیلیمسول